# Vysokorychlostní trať Bombaj–Ahmadábád
Vysokorychlostní trať Bombaj – Ahmadábád je první vysokorychlostní trať v Indii, která je ve výstavbě a která propojí Bombaj ležící na pobřeží Arabského moře v Maháráštře s Ahmadábádem v Gudžarátu. Výstavba trati začala v roce 2021. První úsek (Bílímórá - Súrat) by měl být otevřen v roce 2026.
Délka trati bude 508 kilometrů, bude mít normální rozchod 1435 mm a železniční napájecí soustavu 25 kV/50 Hz. Má na ní být 11 zastávek – Bombaj, Tháné, Virár, Bóísar, Vápí, Bílímórá. Súrat, Bharúč, Vádódara, Ánand a Ahmadábád. Na trati mají být provozovány soupravy z rodiny Šinkansen, přesněji Šinkansen série E5 s maximální rychlostí 350 km/h. Expresní vlaky zastavující po cestě jen v Suratu a Vadodará by měly celou cestu urazit za 2 hodiny a 7 minut, u vlaků zastavujících ve všech stanicích se očekává celková doba jízdy kolem tří hodin. Součástí trasy je sedmikilometrový podmořský tunel na úseku mezi Tháné a Virárem.